# Лотар I фон Щаде
Лотар I фон Щаде (на немски: Lothar I von Stade; * 840; † 2 февруари 880 при Ебсторф) е саксонски благородник, граф на Щаде, родоначалник на фамилията Удони.
Той е убит на 2 февруари 880 г. в битка против норманите при Ебсторф в Долна Саксония заедно с чичо му херцог Бруно от Саксония.

## Фамилия
Лотар I фон Щаде се жени за Ода (Енда) от Саксония († пр. 874), дъщеря на херцог Лиудолф от Саксония († 866) и съпругата му Ода († 913), дъщеря на princeps Билунг от род Билунги. Те имат вер. два сина:
- Лотар II фон Щаде (* 874; † 5 септември 929), убит в битката при Ленцен, граф на Щаде, женен за Сванхилда († 13 декември)
- Лотар I фон Валбек (* ок. 875, † 4 или 5 септември 929), граф на Валбек